# Zuzana Ďurdinová
Zuzana Ďurdinová (* 19. října 1975) je česká herečka. Vystudovala skladbu na Státní konzervatoři v Praze, obor pop. Po vystudování konzervatoře se začala věnovat divadlu, svou kariéru zahájila v Hudebním divadle Karlín, kde působila do roku 2020. V minulosti hrála v Divadle Bez zábradlí, v několika inscenacích nebo v Divadle Brodway. Hrála také i v mimopražských scénách.
Účinkuje jako zpěvačka v kapele ABBA World Revival.
Věnuje se také dabingu, v několika sériích seriálu Griffinovi dabovala postavu Meg Griffinové.

## Herecká filmografie

### Filmy
- 2016	Decibely lásky[3]
- 2011	Malá mořská víla
- 2004	Van Helsing
- 2002	Waterloo po česku
- 1995	Hazard

### TV seriály
- 2019	Modrý Kód
- 2009	Vyprávěj
- 2006	Místo v životě
- 1999	Policajti z předměstí
- 1995	Dnes večer hrám ja

## Divadlo
V divadle začínala v muzikálu Alenka v říši divů, kde si zahrála Alenku. Následně nastoupila do Hudebního divadla Karlín, kde působila do roku 2020 od roku 2008 v alternaci v představení Carmen. Mezi lety 2013 až 2018 účinkovala v Karlíně v inscenaci Mam'zelle Nitouche. Působila také v Divadle Bez zábradlí, například v inscenacích Páté přes deváté, Když tančila a Cikáni jdou do nebe. Účinkovala též v některých muzikálech Divadla Brodway.
Hrála v Divadle Metro, v Kongresovém centru nebo také v Divadle Milenium. V Moravském divadle Olomouc si zahrála hlavní roli v představení My Fair Lady.

## Dabing
Věnuje se také dabingu, v animovaném seriálu Griffinovi dabuje postavu Meg Griffinové.